# Shinyanga
Pour la région, voir Shinyanga (région).
Shinyanga est une ville du nord de la Tanzanie.
C'est la capitale administrative de la région de Shinyanga.

## Géographie
Sa population a été estimée à 135 166 habitants en 2002, et serait aujourd'hui comprise entre 150 et 200 000 habitants.
Shinyanga est un petit centre provincial poussiéreux entre les villes plus importantes de Mwanza (143 km au nord, route partiellement revêtue) et Tabora (212 km au sud, piste).
On trouve à proximité (45 km) une des plus importantes mines de diamant au monde (Mine de diamant Williamson à Mwadui, ouverte en 1940), mais ce gisement est devenu difficile à exploiter, la densité de diamant ayant baissé pour atteindre environ 12 mg/tonne de minerai, contre 30 mg/tonne au début de l'exploitation. La mine produit actuellement environ 60 kg/an de diamants bruts.

## Personnalités
- Steven Kanumba, réalisateur et acteur